# Horst-Wessel-Denkmal (Süntel)

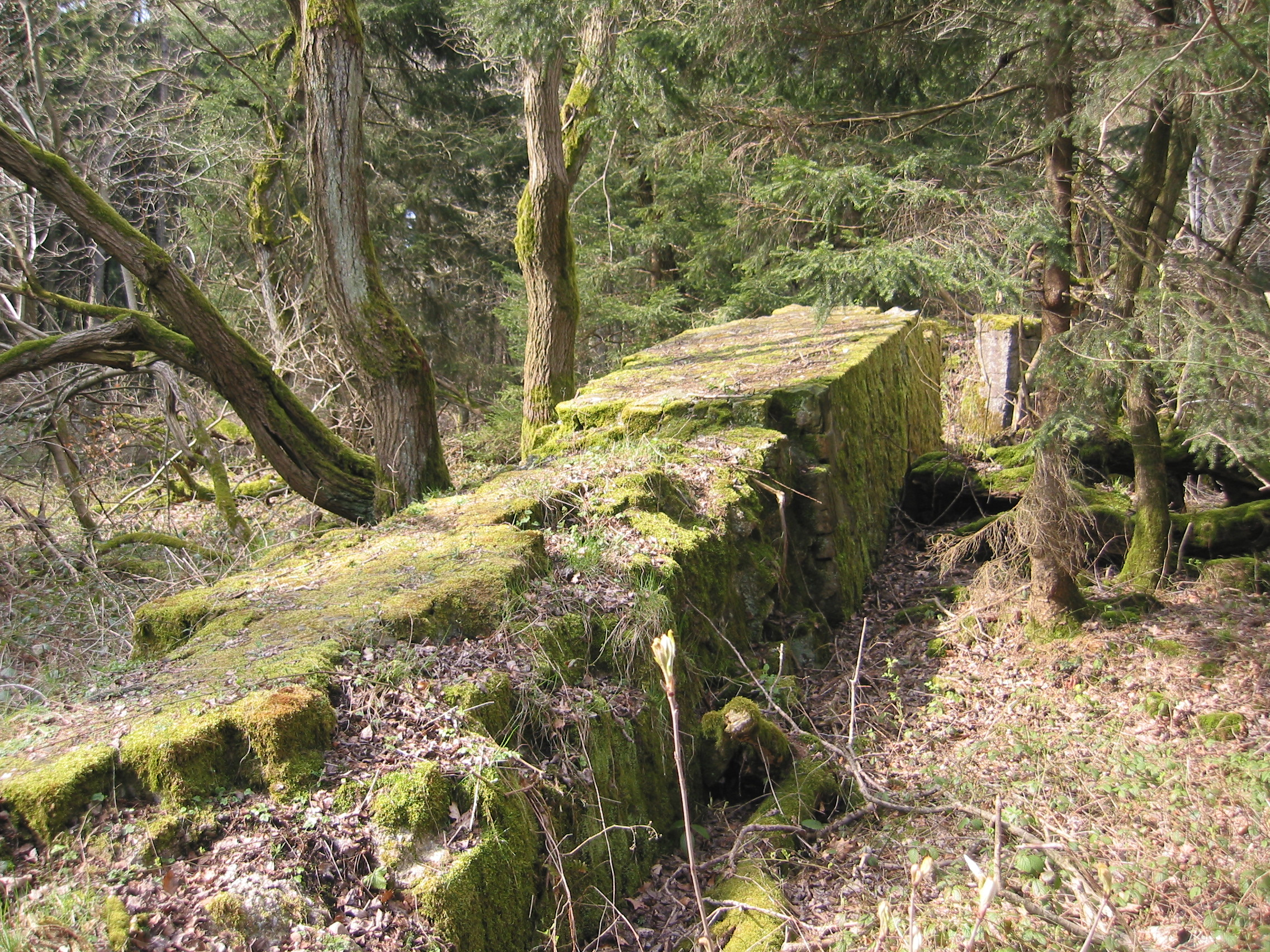
Die Reste der Steinsäule, 2008

Das Horst-Wessel-Denkmal war ein Ehrenmal für den im Jahr 1930 in Berlin getöteten Sturmabteilung-Sturmführer Horst Wessel. Die Reste des früheren Denkmals befinden sich im Süntel etwa 700 Meter Luftlinie nördlich des Hamelner Ortsteils Welliehausen in Niedersachsen. Es wurde ab 1933 geplant und bis 1938 im Umfeld von früheren Steinbrüchen auf etwa 370 m ü. NHN errichtet. Mit dem Bau wurde ein Sichtbezug über 12 Kilometer zum südlich gelegenen Bückeberg hergestellt, auf dem in den Jahren von 1933 bis 1937 die Reichserntedankfeste stattfanden.

## Anlass

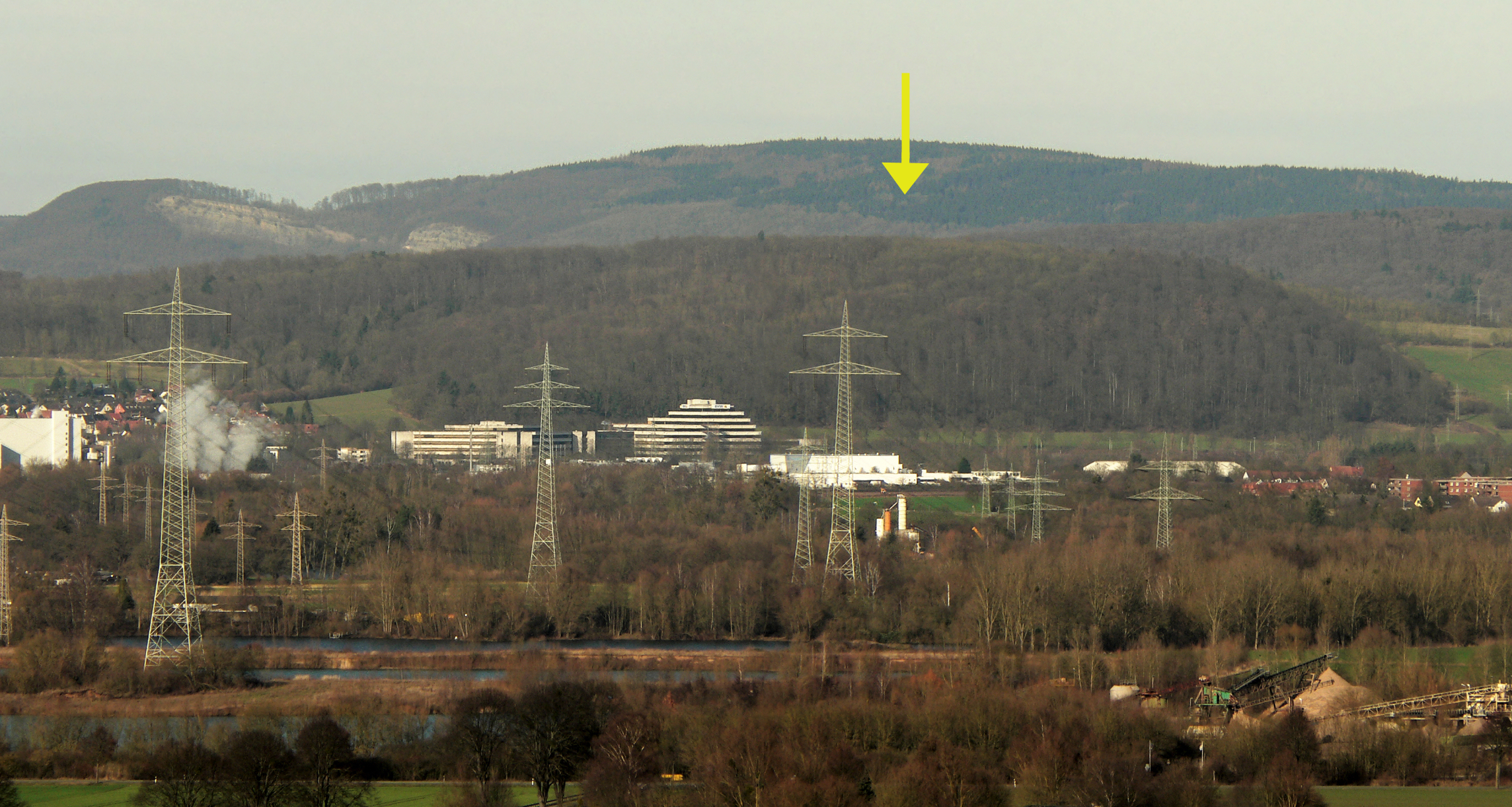
Blick vom früheren Reichserntedankfestgelände zum 12 km entfernten ungefähren Standort des Horst-Wessel-Denkmals

Der Bau des Ehrenmals ist auf einen nach der Machtübernahme der Nationalsozialisten von 1933 aufgekommenen Kult zurückzuführen, nach dem zum Märtyrer der Bewegung hochstilisierten Horst Wessel Straßen und Plätze zu benennen sowie Denkmale zu errichten. So entstand in seiner Geburtsstadt Bielefeld ein Horst-Wessel-Denkmal und darüber hinaus ein Horst-Wessel-Denkmal in Mainz. Die Planung für den Bau des Ehrenmals im Süntel ging von Viktor Lutze als Stabschef der SA in Hannover, dem Landkreis Hameln-Pyrmont und Stadt Hameln aus. Begründet wurde es mit der Herkunft von Horst Wessel, dessen Vorfahren aus dem Weserbergland stammten. Sein Großvater Georg Wessel hatte in Hessisch Oldendorf gelebt. Seine Mutter Margarete Wessel war in Aerzen geboren und aufgewachsen. Auch sollen Vorfahren in Dehrenberg, einem heutigen Ortsteil von Aerzen, ansässig gewesen sein. Dort habe sich Wessel in den Ferien bei seinen Großeltern aufgehalten und auch bei einer Großtante in Hemeringen. Nachdem die NSDAP- und SA-Führung in Berlin dem Bau des Ehrenmals zugestimmt hatte, wurde als Bauplatz eine Stelle im Süntel mit Blick auf das Reichserntedankfestgelände am Bückeberg gewählt. Damit sollten die Vorhaben propagandistisch miteinander verknüpft werden.

## Bau und Sprengung
Der Bau des Denkmals erfolgte im Auftrag der Stadt Hameln nach Plänen des Gartengestalters Wolf. Mit der Ausführung wurde der Maurermeister Röbbecke aus Pötzen beauftragt. Die Steinsäule maß 1,60 × 1,60 × 12 Meter und wurde aus Natursteinen aus einem 600 Meter südwestlich gelegenen Steinbruch gebaut. Für die Festigkeit wurde Beton und eine im Inneren montierte Stahl-Armierung verwandt. Auf seiner Spitze war ein fünf Meter großes eisernes Hakenkreuz angebracht. Das Denkmal stand auf einem angelegten Platz mit Raum für über tausend Menschen. Die Einweihung fand am 26. Februar 1939 statt. Am 20. April 1945, dem Geburtstag von Adolf Hitler, und knapp zwei Wochen nach der militärischen Einnahme von Hameln durch alliierte Truppen, wurde das Denkmal von US-amerikanischen Einheiten gesprengt. Seitdem liegen an der Stelle die Reste des Denkmals als Fundament- und Podestteile und als zwei 6 Meter lange Stücke der Steinsäule. Es handelt sich um die einzig noch vorhandenen Reste eines Horst-Wessel-Denkmals. Der einst angelegte Platz, an dem ein Wanderweg vorbeiführt, ist heute von Vegetation überwuchert. Vor Ort ist keine Information über die Steinreste vorhanden, während in der Nähe im Rahmen eines LEADER-Projektes eine Infotafel an einem früheren Steinbruch aufgestellt wurde.
Am 23. Februar 2010, dem 80. Todestag von Horst Wessel, begaben sich von Welliehausen aus etwa 20 Neonazis mit Fackeln, Fahnen und Gesang auf den Weg zum früheren Denkmal. Zwei junge Erwachsene, die den Marsch aus ihrem Auto heraus filmisch dokumentierten, wurden von den Rechtsextremen massiv angegriffen.

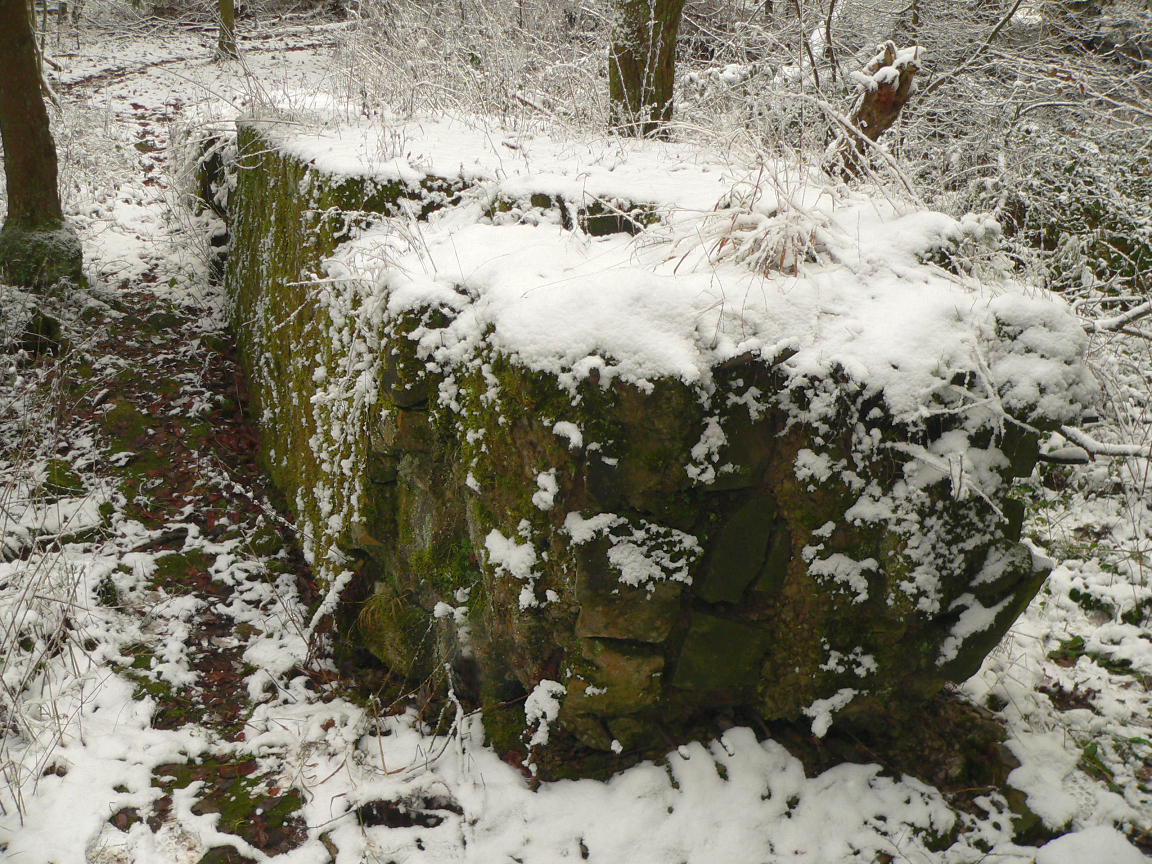
Absprengbereich der Steinsäule
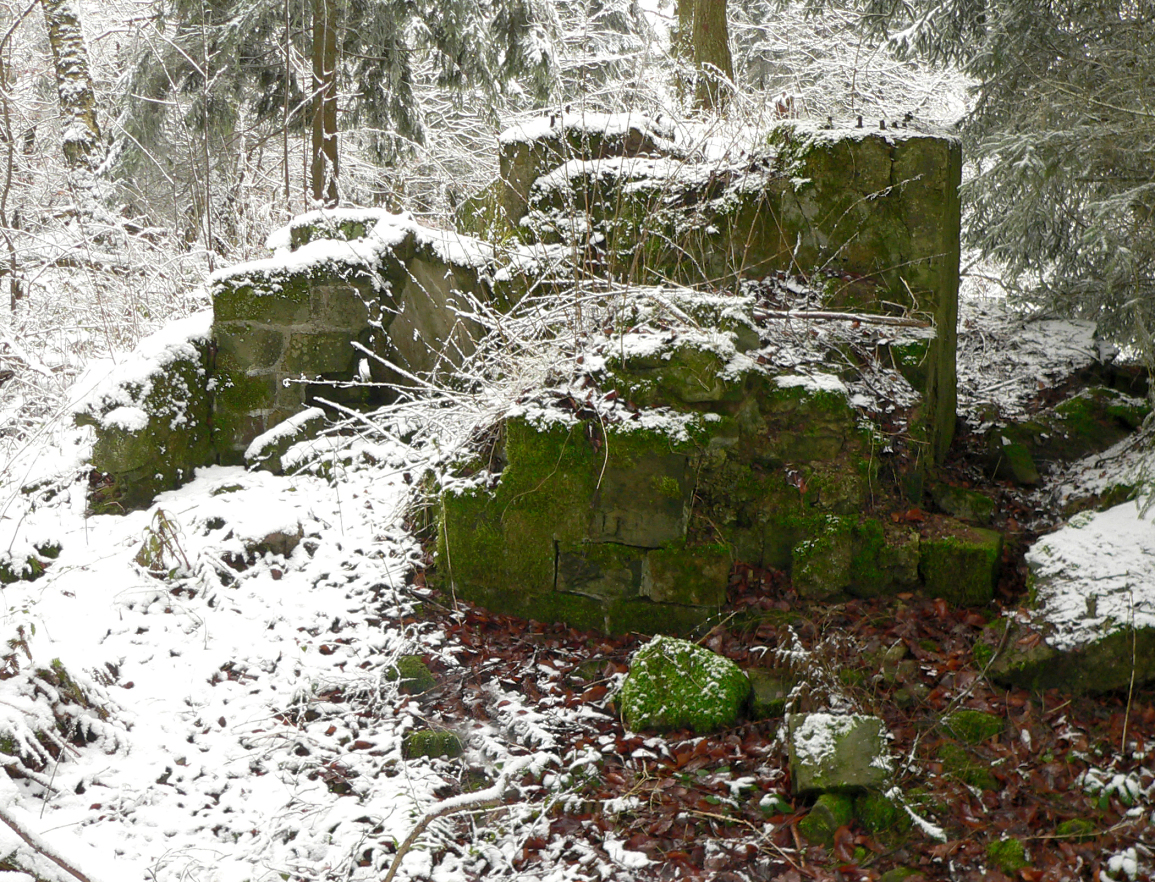
Rest des Podestes, auf dem die Steinsäule stand
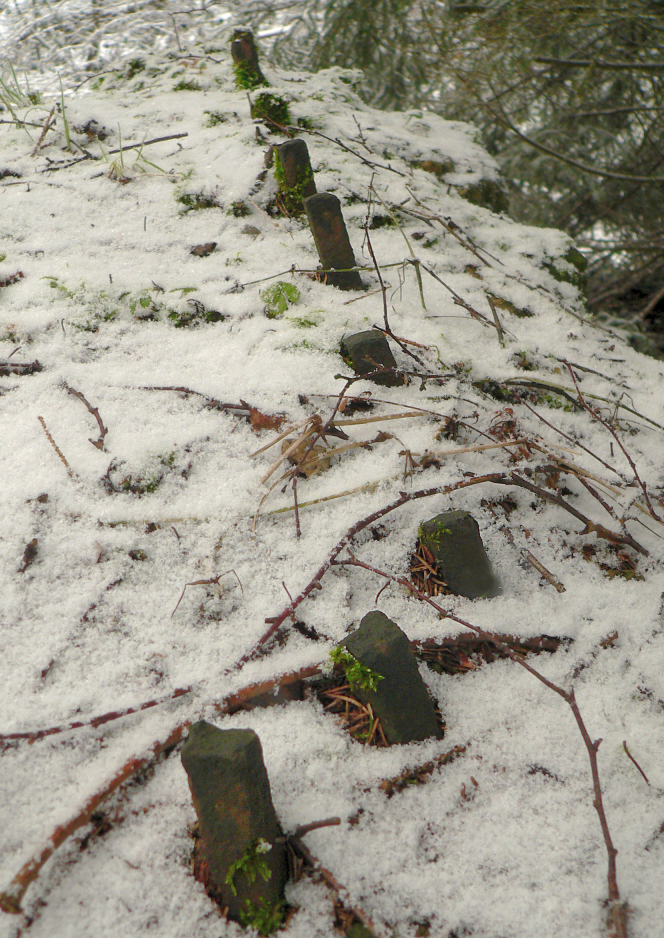
Armierungseisen im Podestrest
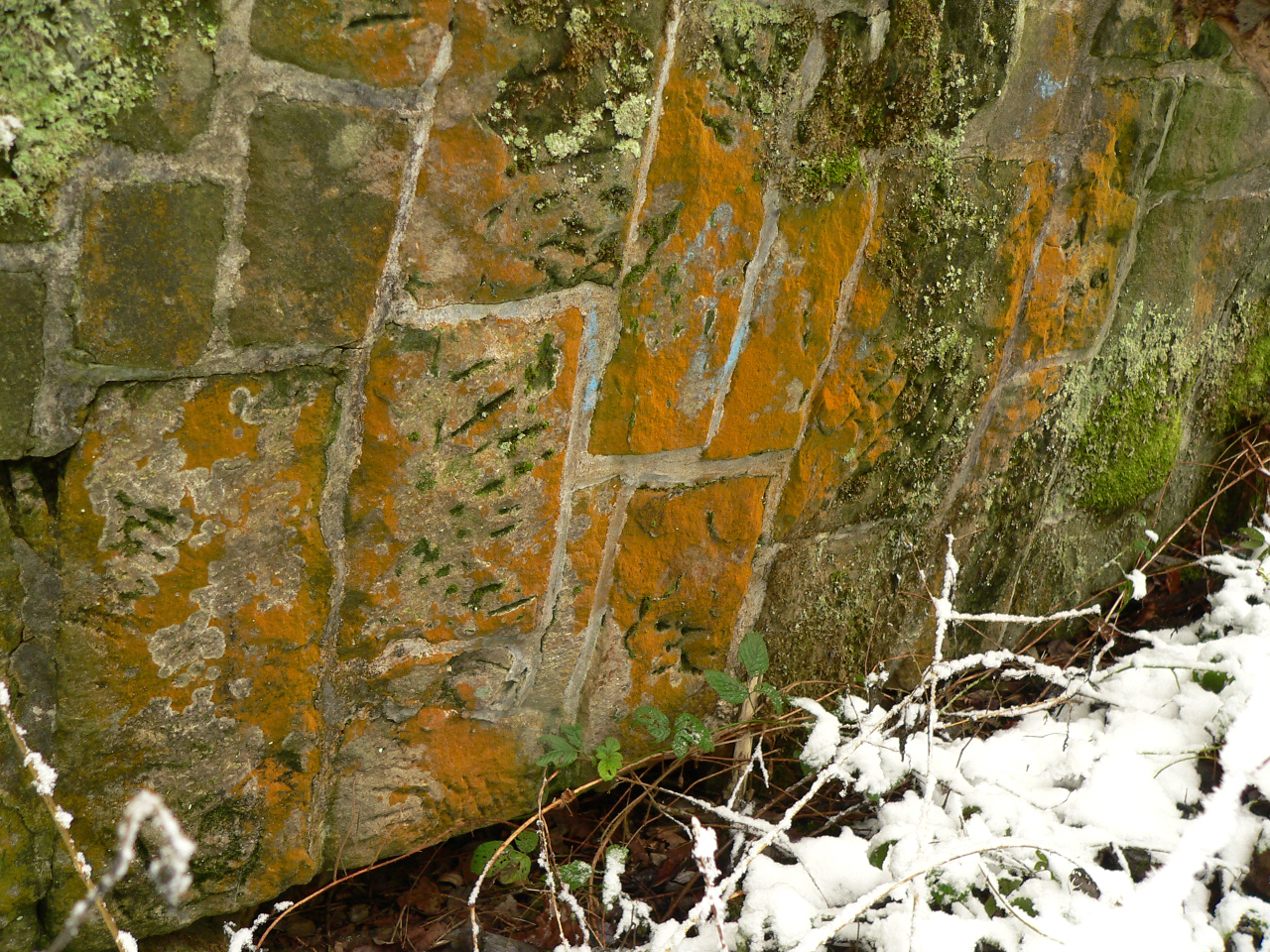
Mauerwerk der Steinsäule